# Hot Dog
Hot Dog er en tysk kortfilm fra 2019 instrueret af Alma Buddecke og Marleen Valien.

## Handling
En ung kvinde fortæller om sit forhold til sin vagina og om at udforske og nyde sex. Hun beretter om sin første menstruation, om onani, orgasmer og sexfantasier. Der høres også om hendes seksuelle debut og de seksuelle erfaringer, der fulgte - inklusive udfordringer med at fjerne kønshår. Og så er der lige det der med, hvilken slags prævention man skal vælge. Midt i al nydelsen ligger også risikoen for at blive uønsket gravid.

## Medvirkende
- Lena Klenke, Hannah
- Alfredo Zermini, Allan